# NGC 2716
NGC 2716 este o galaxie LINER situată în constelația Hidra. A fost descoperită în 3 martie 1864 de către Albert Marth. Se află la o distanță de 53,25 de megaparseci de Pământ.